# Осей, Барнс
Барнс Осей (англ. Barnes Osei; род. 8 января 1995[…], Аккра) — ганский футболист, полузащитник.

## Клубная карьера
Выступал за молодёжную команду португальского «Пасуш де Феррейра», с которым в итоге подписал свой первый профессиональный контракт. 4 мая 2014 года дебютировал в чемпионате Португалии в матче предпоследнего тура с «Риу Аве». Осей вышел на поле на 80-й минуте вместо Йонатана Дель Валье.

## Карьера в сборной
В 2015 году провёл три матча в отборочном турнире к молодёжному чемпионату мира за молодёжную сборную Ганы.